# Un château en enfer
Pour plus de détails, voir Fiche technique et Distribution.
Un château en enfer (Castle Keep) est un film de guerre américain réalisé par Sydney Pollack, sorti en 1969. Le film est une adaptation du roman Castle Keep (1965) de William Eastlake (en).

## Synopsis
En décembre 1944, lors de la bataille des Ardennes, une contre-offensive des Allemands est menée contre les forces alliées. Un groupe de huit G.I.s, conduit par le major borgne Falconer, se réfugie au château de Malderais, une bâtisse isolée du Xe siècle. Le comte Henri Texier et Thérèse, sa jeune épouse s’avérant être également sa nièce, y vivent sans enfant, le comte étant stérile, entourés d'inestimables œuvres d’art. Le major décide, malgré l’opposition de son second, le capitaine Beckman, féru d’art et spécialiste des miniatures en ivoire du XIIe siècle, de s’installer dans les lieux et d'en faire une place forte.
Cahin-caha, la vie s'organise. Henri Texier ne voit pas d’un mauvais œil une relation amoureuse de Thérèse avec le major, espérant une grossesse de son épouse ; une idylle se noue entre le sergent Rossi et la boulangère du village, dont le mari est au front ; le soldat Benjamin, dont le souhait est de devenir écrivain, débute la rédaction d'un roman tandis que les autres membres du groupe sont des clients assidus d'une maison close des environs.
Afin de faciliter leur progression vers Bastogne, les Allemands décident de conquérir Malderais. En trop petit nombre face à la force ennemie déployée, les G.I.s sont devant un cruel dilemme : soit résister et protéger le château, soit abandonner ce dernier et s'enfuir mais ainsi permettre aux Allemands de pénétrer facilement dans la cité belge. Ils décident de résister.

## Fiche technique
- Titre français : Un château en enfer
- Titre original : Castle Keep
- Réalisation : Sydney Pollack
- Scénario : Daniel Taradash et David Rayfiel, d'après le roman Castle Keep de William Eastlake
- Assistant réalisateur : Marc Maurette
- Distribution : Columbia Pictures et Ray Kellogg
- Musique : Michel Legrand
- Photographie : Henri Decaë
- Montage : Malcolm Cooke
- Costumes : Jacques Fonteray
- Producteurs : John Calley et Martin Ransohoff
- Sociétés de production : Filmways et Avala Film
- Société de distribution : Columbia Pictures (États-Unis)
- Pays d'origine :  États-Unis
- Langue originale : anglais
- Budget : 8 millions de dollars
- Genre : guerre, comédie dramatique
- Durée : 107 minutes
- Format : couleur (Technicolor) - caméras Panavision - 2.20:1 - 35 mm (une version 70 mm existe également)
- Dates de sortie : 
  - États-Unis : 23 juillet 1969
  - France : 10 octobre 1969
  - Film interdit aux moins de 12 ans lors de sa sortie en France
- Affiche : Jean Mascii (France)

## Distribution
- Burt Lancaster (VF : André Valmy) : le major (commandant en VF) Abraham Falconer
- Patrick O'Neal (VF : Paul-Émile Deiber) : le capitaine Lionel Beckman
- Jean-Pierre Aumont (VF : lui-même) : le comte de Maldorais
- Peter Falk (VF : Pierre Trabaud) : le sergent Rossi
- Astrid Heeren (VF : Régine Blaess) : Thérèse
- Scott Wilson (VF : Marc de Georgi) : le caporal Clearboy
- Tony Bill (VF : Gérard Hernandez) : le lieutenant Amberjack
- Al Freeman, Jr. (VF : Bachir Touré) : le soldat Allistair Piersall Benjamin
- James Patterson (VF : Jacques Balutin) : Elk
- Bruce Dern : le lieutenant Billy Byron Bix
- Michael Conrad (VF : Serge Sauvion) : le sergent DeVaca
- Caterina Boratto (VF : Nathalie Nerval) : la Reine Rouge
- Bisera : la femme du boulanger
- Elizabeth Teissier : une des filles de la Reine Rouge
- Karen Blanguernon : une des filles de la Reine Rouge

## Production
Une forêt de l'ex Yougoslavie a servi de cadre pour le tournage du film et le château a été construit dans ce pays, dans le parc de Kamenica à Sremska Kamenica. En réalité, le château de Maldorais n'a jamais existé, pas plus que le village belge de Ste-Croix.

## Sortie vidéo
Le film a eu d'autres versions DVD avant celui de 2020.
Le film sort en DVD/Blu-ray le 17 mars 2020 chez Rimini Éditions, avec en complément un entretien avec le journaliste Samuel Blumenfeld.

## Clin d’œil
Le film contient une insolite référence à un film de Marcel Pagnol, La Femme du boulanger : lorsqu’une partie du groupe se dirige vers le bordel local, le sergent Rossi interprété par Peter Falk bifurque vers la boulangerie, à l'un de ses compagnons qui lui en demande la raison il répond : « Là où il y a une boulangerie, il y a une femme de boulanger ! »

## Anecdote
Ronald DeFeo Jr. a indiqué avoir regardé le film juste avant de commettre les meurtres de sa famille à Amityville.

## Erreurs historiques
On peut voir de nombreux soldats américains porter la tenue camouflée utilisée sur le théâtre d'opérations du Pacifique, et qui ne fut jamais affectée au front européen.